# TvN SHOW
tvN SHOW는 CJ ENM에서 운영하는 예능 채널이다.

## 역사
- 2003년 10월 1일: XTM 개국
- 2011년: XTM이 남성전문채널로 개편
- 2018년 1월 26일: 기존채널인 XTM에서 밀레니엄 엔터테인먼트 채널 XtvN으로 개국
- 2021년 9월 1일: 채널명을 tvN SHOW로 런칭. XtvN 채널 송출 중지(채널명 변경)

## 로고

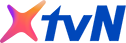
2018년 1월~2021년 8월
2021년 9월~

## 프로그램

### 예능
- 키워드#보아
- 슈퍼TV
- 오늘도 스웩
- 사랑도 통역이 되나요
- 레벨업 프로젝트2
- 프리한 19
- 신서유기

### 드라마
- 복수노트 2